# Claudio Sánchez Venegas
Claudio Mariano Sánchez Venegas (Talca, 15 de agosto de 1946) es un periodista chileno, conocido principalmente por su trabajo en televisión.

## Carrera profesional

### Periodista de Canal 13 y rol en dictadura (1969-1990)
Estudió periodismo en la Universidad Católica. En 1969 ingresó a trabajar a Canal 13, donde comenzó como reportero del Departamento de Prensa, que entonces era dirigido por su profesor de esa universidad, Vicente Pérez Zurita. El 11 de septiembre de 1973 cubrió el golpe de Estado que derrocó al presidente Salvador Allende, anunciando que «las Fuerzas Armadas han restaurado el orden». Su equipo obtuvo las primeras imágenes del interior del Palacio de La Moneda tras el bombardeo.
A mediados de la década de 1970 se convirtió en uno de los periodistas más importantes de la estación televisiva, ya que contaba con la simpatía del director ejecutivo del canal, Eleodoro Rodríguez Matte. Fue enviado como corresponsal de guerra a Nicaragua –donde entrevistó a Anastasio Somoza días antes de ser derrocado– y Egipto, además de cubrir eventos como el intento de asesinato de Juan Pablo II (1981) y la crisis de los rehenes en Irán.
Este protagonismo en Canal 13 se habría visto reforzado por su cercanía a la dictadura militar encabezada por Augusto Pinochet. En 1975 y 1976 fue uno de los rostros publicitarios de la Cooperativa La Familia, institución financiera vinculada al gremialismo que quebró en 1977 y sus ejecutivos fueron procesados por el delito de estafa. El 9 de julio de 1977, fue uno de los 77 jóvenes invitados a participar de un acto oficial del régimen en el Cerro Chacarillas. Incluso se le ha acusado de colaborar con el régimen a través del encubrimiento de información relativa a las violaciones a los derechos humanos, incluyendo su participación en un montaje de la Dirección de Inteligencia Nacional (DINA) en el «caso Rinconada de Maipú», ocurrido en 1975. Por este último hecho recibió una condena ética por el Colegio de Periodistas de Chile en 2007, que fue ratificada por la Corte Suprema.

### Transición a la democracia y paso por Mega (1990-2012)
Con la llegada a la democracia, continuó trabajando como reportero de Teletrece, noticiario para el que cubrió acontecimientos como la guerra del Golfo (1991) y la guerra de Bosnia (1992). En octubre de 1998 fue enviado especial a Madrid y Londres para reportear el arresto de Augusto Pinochet, ocasión en la cual anticipó erróneamente un fallo a favor del entonces senador vitalicio, lo cual le valió una amonestación de Rodrigo Jordan, entonces director ejecutivo del canal. En marzo de 1999, viajó a España para entrevistar al juez Baltazar Garzón, donde fue funado por detractores de Pinochet. Luego fue destinado a realizar reportajes no relacionados con política y fue perdiendo protagonismo en Canal 13 hasta el 29 de marzo de 2002, cuando fue despedido. Sánchez demandó a Canal 13 alegando despido injustificado, pero la justicia falló a favor de la estación en julio de 2007.
En enero de 2003, ingresó a trabajar a Mega, a petición de su dueño de entonces, Ricardo Claro, donde se desempeñó como periodista de Meganoticias. Ocupó dicha tribuna para criticar, el 1 de diciembre de 2004, a su antiguo canal por «asesinar su imagen» en una nota de prensa donde se criticaba la cobertura realizada por ciertos periodistas en la dictadura militar. El 13 de julio de 2012 fue despedido de Mega, tras un cambio en la administración de la estación.
Sánchez también se ha desempeñado en prensa escrita, donde ha trabajado en revistas como Ercilla y Vea, y en radios como Minería, Pudahuel y El Conquistador.

## Controversias

### Participación en montaje de Rinconada de Maipú
El 2 de julio de 2008 fue querellado, junto con los periodistas Roberto Araya Silva, Julio López Blanco, Vicente Pérez Zurita y Manfredo Mayol, por homicidio calificado producto de la cobertura tergiversada que realizaron del caso que posteriormente sería conocido como el "Montaje de Rinconada de Maipú". Todos ellos ya habían sido sancionados por el Tribunal de Ética del Colegio de Periodistas de Chile el 10 de mayo de 2007 producto del mismo incidente.

## Obras
- Informó... Claudio Sánchez (2012)